# Heinz Jansen
Heinz Jansen (* 19. April 1940 in Bochum; † 4. Juni 2018) war ein deutscher Politiker der CDU und Abgeordneter des Niedersächsischen Landtages.

## Leben
Jansen war verheiratet und hatte zwei Kinder. Er besuchte die Volksschule in Bochum und machte anschließend eine dreijährige Lehre zum Dreher. Danach folgte eine Tätigkeit als Facharbeiter in einem großen Industriebetrieb. Über den 2. Bildungsweg machte er das Abitur und absolvierte dann ein Studium der Sozialarbeit. Seit 1967 war er als Sozialarbeiter in der Jugendpflege, Jugendberatung, Jugenderziehung und zuletzt bis zur Wahl in den Landtag 1986 in der Bewährungshilfe tätig.
Heinz Jansen verstarb am 4. Juni 2018 im Alter von 78 Jahren.

## Ämter
Jansen war seit 1955 Mitglied im Deutschen Gewerkschaftsbund und seit 1972 Mitglied der Christlich-Demokratischen Arbeitnehmerschaft. Mitglied der CDU war er seit 1971. Er war viele Jahre stellvertretender Kreisvorsitzender und von 1985 bis 1997 Vorsitzender des CDU-Kreisverbandes Meppen. Er war Mitglied des Kuratoriums Krankenbau Ludmillenstift, Meppen. Von 1974 bis 1977 war er Kreistagsabgeordneter des Landkreises Meppen, von 1977 bis 1986 Kreistagsabgeordneter und von 1981 bis 1986 erster stellvertretender Landrat des Landkreises Emsland. Von 1996 bis 2001 war er neben seinem Landtagsmandat noch ehrenamtlicher Bürgermeister der Stadt Meppen.

## Politik
Von 1986 bis 2001 war Heinz Jansen für den Wahlkreis Meppen Mitglied des Niedersächsischen Landtages. Dort betätigte er sich vor allem im Ausschuss für Sozial- und Gesundheitswesen. Am 23. September 2001 wurde er mit 56,7 % der Stimmen zum hauptamtlichen Bürgermeister der Stadt Meppen gewählt. Er musste daher sein Landtagsmandat abgeben; für ihn rückte Ulrike Schröder nach. Jansen blieb bis zur Kommunalwahl im September 2006 Bürgermeister von Meppen. Von 2001 bis 2016 war er wieder einfaches Mitglied des Stadtrates.

## Ehrungen und Auszeichnungen
- 2016: Ehrenring der Stadt Meppen
- 2016: Medaille für besondere Verdienste der Stadt Ostrołęka (Polen)

## Quelle
- Barbara Simon: Abgeordnete in Niedersachsen 1946–1994. Biographisches Handbuch. Hrsg. vom Präsidenten des Niedersächsischen Landtages. Niedersächsischer Landtag, Hannover 1996, S. 216.